# Matej Arčon
Matej Arčon, slovenski politik,* 4. november 1972, Šempeter pri Gorici.
V študentskih letih je bil predsednik Kluba goriških študentov.  Zaključil je srednjo tehnično šolo, smer elektrotehnika. Med leti 1998 in 2010 je bil član Mestnega sveta Mestne občine Nova Gorica, med letoma 2004 in 2006 ter od februarja 2009 do oktobra 2010 pa je bil podžupan. Od 2007 do 2012 je bil član Državnega sveta Republike Slovenije, kjer je zastopal lokalne interese Goriške. Leta 2010 je bil kot kandidat LDS, ki je v drugem krogu dobil tudi podporo strank SDS, NSi in Zares ter List Roberta Goloba in Gregorja Veličkova, izvoljen za župana Mestne občine Nova Gorica, ponovno je bil za župana izvoljen jeseni 2014. Ponovno se je pomeril na lokalnih volitvah leta 2018, ko je v prvem krogu prejel največ glasov, v drugem pa ga je premagal Klemen Miklavič.
26. januarja 2022 ga je Robert Golob predstavil kot generalnega sekretarja njegove slovenske politične stranke Gibanje Svoboda. Na listi stranke je tudi kandidiral na državnozborskih volitvah in od vseh izvoljenih kandidatov prejel najvišje število glasov - 15.271. Kandidiral je v okrajih Nova Gorica 1 in Nova Gorica 2. V 15. vladi Republike Slovenije je bil imenovan na mesto ministra brez resorja, pristojnega za področje odnosov med Republiko Slovenijo in avtohtono slovensko narodno skupnostjo v sosednjih državah ter med Republiko Slovenijo in Slovenci po svetu.
14. marca 2024 ga je vlada imenovala za podpredsednika vlade, kjer skrbi za področje komuniciranja.